# Punta de l'Avenc
La Punta de l'Avenc és una muntanya de 1.038 metres que es troba al municipi de la Sénia, a la comarca catalana del Montsià.